# Уснено-зубни апроксимант
Уснено-зубни или лабиодентални апроксимант јесте сугласник који се користи у појединим говорним језицима. Симбол у Међународном фонетском алфабету који представља овај звук је //. 

## Карактеристике
Карактеристике звучног алвеоларног фрикатива:
- Начин артикулације је апроксимантни, што значи да је произведен сужавањем усне дупље, али недовољно да узрокује високофреквентну турбуленцију.
- Место артикулације је усненозубно што значи да се изговара помоћу горњих зуба и доње усне.
- Фонација је звучна, што значи да гласне жице трепере током артикулације.

## Појава
| Језик            | Језик            | Реч             | ИПА | Значење         | Напомене                                                       |
| ---------------- | ---------------- | --------------- | --- | --------------- | -------------------------------------------------------------- |
| јерменски        | источнојерменски | ոսկի            |     | 'злато'         |                                                                |
| дански           | дански           | véd             |     | 'знати'         |                                                                |
| холандски        | Холандија        | wang            |     | 'образ'         | На југу Холандије изговара се као /β̞/.                         |
| енглески         | енглески         | red             |     | 'црвено'        | Махом идиолекат (посебно у Лондону и на југоистоку Енглеске ). |
| фински           | фински           | vauva           |     | 'беба'          |                                                                |
| немачки          | немачки          | was             |     | 'шта'           | Поједини говорници.                                            |
| гварани          | гварани          | avañe'ẽ         |     | 'гварани језик' |                                                                |
| хавајски         | хавајски         | wikiwiki        |     | 'брзо'          |                                                                |
| хинди            | хинди            | वरुण             |     | 'Варуна'        |                                                                |
| маратхи          | маратхи          | वजन             |     | 'тежина'        |                                                                |
| норвешки         | норвешки         | venn            |     | 'пријатељ'      |                                                                |
| нсенга           | нсенга           | ŵanthu          |     | 'народ'         |                                                                |
| српски           | српски           | цврчак / cvrčak |     | 'цврчак'        |                                                                |
| шведски          | шведски          | vän             |     | 'пријатељ'      | Поједини говорници.                                            |
| тамилски         | тамилски         | வாய்              |     | 'уста'          |                                                                |
| турски           | турски           | ev              |     | 'кућа'          |                                                                |
| западнофризијски | западнофризијски | wêr             |     | 'где'           |                                                                |